# Inge Grundke-Iqbal
Inge Grundke, Grundke-Iqbal por matrimonio (Osnabruck, Alemania,1937– 12 de septiembre de 2012) fue una neurocientífica e investigadora alemana, conocida por ser la descubridora de la hiperfosforilación anormal de tau en la enfermedad de Alzheimer. 
Grundke-Iqbal comenzó una nueva área de investigación sobre trastornos neurodegenerativos del cerebro y discapacidades del desarrollo y afecciones relacionadas como el síndrome de Down.

## Trayectoria
Inge Grundke nació en Osnabruck, Alemania, en 1937. Cursó y obtuvo su doctorado en biología y bioquímica en Universidad Georg August, Universidad de Gottingen y completó un año de trabajo postdoctoral en el Instituto Max Planck de Friburgo, en Alemania. En 1969 se mudó a los Estados Unidos para realizar estudios posdoctorales en la Universidad de Míchigan, Ann Arbor. En 1970  se mudó a Manhattan para su formación postdoctoral en el Centro Médico de la Universidad de Nueva York. En 1972 se casó con el médico Khalid Iqbal, tomó su apellido. Después de estar dos años en NYU, Facultad de Medicina, el matrimonio se mudó a City Island en El Bronx, para enseñar en la Facultad de Medicina Albert Einstein. Trabajaron en el Instituto de Investigación Básica en Discapacidades del Desarrollo, Staten Island, Nueva York, donde Grundke-Iqbal continuó trabajando hasta sus últimos días. En el instituto, desarrolló el primer anticuerpo contra filamentos helicoidales emparejados (PHF), mostrando la reactividad cruzada
del polipéptido PHF de 50 kDa con microtúbulos asociados a proteínas y descubrió el etiquetado de las células neurofibrilares del Alzheimer, que se enreda con anticuerpos contra las proteínas de los microtúbulos. Estos estudios formaron la base para el descubrimiento de la proteína tau asociada a microtúbulos como componente principal de PHF e hiperfosforilación anormal de tau en neurofibrilares enredos.
Grundke-Iqbal fue cofundadora y fideicomisaria de la Fundación para la Promoción de la Educación en Pakistán (PEP), Inc., en Nueva York, una organización dedicada a ayudar a estudiantes en Pakistán para asistir a la universidad. Durante varios años se desempeñó como profesora y directora de neuroinmunología en el Instituto Estatal de Nueva York para Investigación Básica en Discapacidades. Grundke-Iqbal realizó varios hallazgos fundamentales en  biología de la enfermedad de Alzheimer y las afecciones relacionadas, incluido un descubrimiento histórico que abrió un nuevo campo de investigación en neurodegeneración, la hiperfosforilación anormal de tau en la enfermedad de Alzheimer. 
Ella descubrió que los niveles de tau en la corteza frontal en
la enfermedad de Alzheimer es hasta ocho veces mayor que en condiciones normales e los casos de edad avanzada, y que el aumento de tau se produce en forma de isoformas anormalmente fosforiladas. También  demostró la separación de los no polimerizados anormalmente fosforilados tau del cerebro de la enfermedad de Alzheimer y la a usencia de ubiquitina en esta preparación. Estos estudios proporcionaron la primera evidencia bioquímica de que la fosforilación anormal de tau precede tanto a su polimerización en PHF y la presencia de ubiquitina en estos filamentos. Además, descubrió que las actividades del fosfoseril/fosfotreonil proteína fosfatasas PP-1 y PP-2A y de la proteína fosfatasa fosfotirosil citosólica son disminuidos en el cerebro de pacientes con enfermedad de Alzheimer, confirmando un desequilibrio de fosforilación en la EA.
Además contribuyó al desarrollo de biomarcadores para la enfermedad de Alzheimer. Ella mostró niveles elevados de ubiquitina en el LCR, así como la proteína tau en el LCR puede servir como biomarcador de la neuropatología. También hizo esfuerzos para desarrollar un sistema ELISA sensible para la evaluación del LCR-ta, empleando tecnología de amplificación de señal de tiramida. Descubrió un péptido del factor neurotrófico ciliar (CNTF) de 11 unidades que pueden mejorar la neurogénesis y la plasticidad neuronal y mejorar la cognición de ratones adultos normales y de transgénicos trabajando con modelos de ratón de la enfermedad de Alzheimer y el síndrome de Down.
Falleció  el 12 de septiembre de 2012 en los Estados Unidos.

## Premios y reconocimientos
- Premio del Gobernador del Estado de Nueva York a la Mujer Distinguida, 1994.[6]
- Premio a la Trayectoria por la investigación de la enfermedad de Alzheimer, Congreso Mundial sobre Alzheimer, 2000.[6]
- Premio Descubrimiento de la Fundación TLL Temple por la investigación de la enfermedad de Alzheimer, 2001.[6]
- Fue galardonado con una Cátedra Honoraria por la Universidad Médica de Tongji, Wuhan, China, en 2001.[6]
- El Premio Inge Grundke-Iqbal para la investigación del Alzheimer se otorga en su honor como un reconocimiento a su trayectoria. Este premio se da al autor principal del estudio más impactante publicado en la investigación sobre la enfermedad de Alzheimer.[15][16][17]